# Comox Indian Reserve 1
Comox Indian Reserve 1 (franska: Réserve indienne Comox 1) är ett reservat i Kanada.   Det ligger i provinsen British Columbia, i den sydvästra delen av landet, 3 700 km väster om huvudstaden Ottawa.
I omgivningarna runt Comox Indian Reserve 1 växer i huvudsak blandskog. Runt Comox Indian Reserve 1 är det glesbefolkat, med 14 invånare per kvadratkilometer.